# Vittorio Alfieri
Vittorio Alfieri (n. 16 ianuarie 1749, Asti, Piemont, Italia – d. 8 octombrie 1803, Florența, Regatul Etruriei) a fost un poet, dramaturg și filosof italian.   A fost foarte influențat de cultura clasică și de spiritul romantic. Este considerat părintele tragediei italiene.

## Biografie
Contele Vittorio Alfieri s-a născut într-o veche familie nobilă. A studiat la Academia Militară din Torino. Pierzându-și tatăl la o vârstă fragedă, educația sa a fost neglijată și a avut o tinerețe foarte dezordonată.
Și-a petrecut mulți ani cutreierând prin aproape toată Europa (Italia, Franța, Olanda, Austria, Spania, Portugalia, Anglia, Suedia, Finlanda și Rusia), în căutare de aventuri; dar la vârsta de 25 de ani, a suferit o subită metamorfoză a stilului său de viață. Dorința de a plăcut unei femei distinse atât prin spiritul său cât și prin rang, contesa de Albany, soția ultimului bărbat din familia Stuart. Față de aceasta, Alfieri a conceput cea mai vie pasiune, inspirându-i gustul pentru litere și pentru poezie, pe care le disprețuise până atunci. A exersat în scrierea de tragedii și a creat un sistem de compoziție, cu totul nou pentru Italia acelei epoci, substituind un dialog strâns, un stil bărbătesc și concis, manierei efeminate și lipsite de vigoare folosite de înaintașii săi, suprimând personaje inutile de îndrăgostiți sau de confidenți.
Lucrând cu o ardoare de necrezut, Alfieri a compus, în mai puțin de șapte ani (1775 – 1782), paisprezece tragedii, dintre care mai multe capodopere. În același timp, a scris în proză lucrări care trebuiau să-l plaseze alături de Machiavelli, un „Tratat despre Tiranie”, și „Prințul și Literatura”, în autorul care se arată un republican ardent. În aceeași epocă, a compus poemul „Etruria răzbunată”.
Contesa de Albany, devenind văduvă în 1788, Vittorio Alfieri s-a unit cu ea printr-o căsătorie secretă, apoi a mers în Franța, cu dorința de a-și da la tipărit mai multe din lucrările sale și chiar de a se stabili în această țară, pe care o numea atunci „patrie a libertății”. Dar înspăimântat de excesele de la 10 august 1792, s-a grăbit să fugă și s-a retras la Florența. Guvernul revoluționar instalat la Paris l-a tratat de emigrat și l-a deposedat cea mai mare parte din averea pe care o adunase și pe care o plasase în fondurile franceze. Toate acestea cauze reunite au sfârșit prin a-i inspira, față de Franța și pentru revoluție o ură implacabilă, ură pe care nu a încetat să o difuzeze în toate scrierile sale.
În ultimii ani ai vieții, Alfieri a învățat limba greacă, cu scopul de a studia, în original, marii tragici pe care îi luase drept modele. A tradus și a imitat mai multe dintre cele mai frumoase tragedii de Eschil, de Sofocle și de Euripide.
Epuizat de lucrările sale, a murit, la vârsta de 54 de ani, în 1803, la Florența, lăsând un mare număr de opere postume, printre care se remarcă o autobiografie deosebit de celebră, care este considerată adesea drept cea mai mare operă a sa: „Vita”.
În literatura italiană, Vittorio Alfieri est cel mai mare poet tragic, inamicul neînduplecat al tiranilor, al sclaviei al convenționalismului. Tragediile sale Saul, Filippo, Virginia, Mirra, Bruto secondo sunt, pentru Alfieri, ocazii de luptă pentru libertate și constituie simboluri de voință și de iubire de patrie.

## Opera

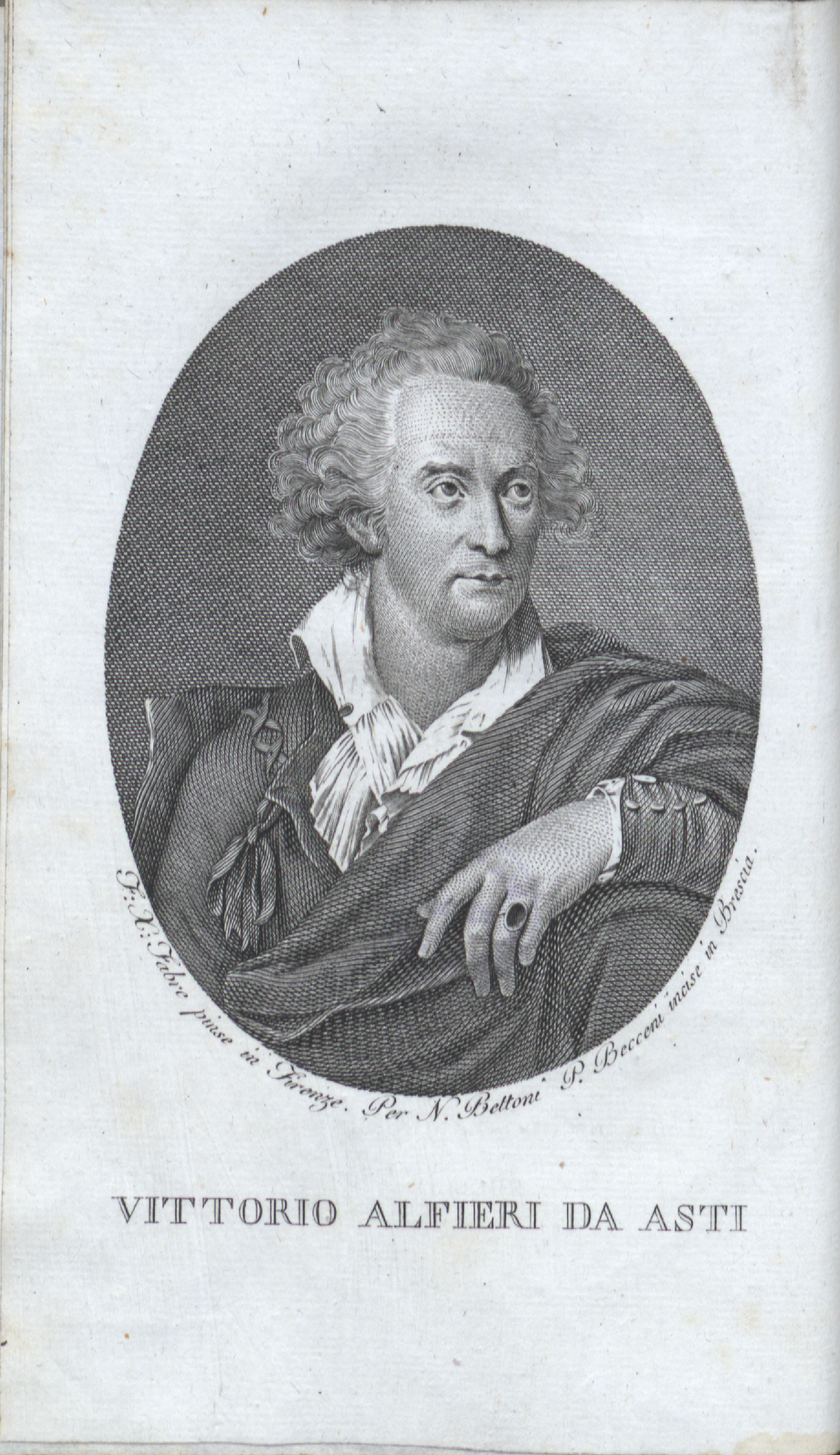
Vittorio Alfieri, in Le opere di Vittorio Alfieri, 1809

După Dante, Vittorio Alfieri a contribuit la renașterea spiritului național italian.

### Filosofie
- Tratatul Despre prinț și despre literatură (în italiană: Del principe e delle lettere), 1786,
- Tratatul Despre Tiranie (în italiană, în original: Della tirranide), 1789.

### Poeme
- Etruria răzbunată (în italiană: L'Etruria vendicata), 1788 - 1789.

### Dramaturgie
- Filippo
- Polinice, 1783
- Antigona, (în italiană: Antigone), 1783
- Agamemnone
- Virginia
- Oreste
- Conjurația Pazzi-lor (în italiană: La congiura de'Pazzi), 1789
- Don Garcia
- Rosemunda
- Maria Suart (în italiană, Maria Suarda), 1789
- Timoleon
- Octavia
- Merope
- Saul, 1782
- Agis
- Sofonisbe
- Mirra, 1789
- Bruto primo
- Bruto secondo
- Cleopatra
- Dom Garel.

### Autobiografie
- Vita

## Traduceri în limba română
- Vittorio Alfieri, Mirra, Tragedie în 5 acte, În românește de Alexandru Marcu, București, 1943.

## Vezi și
- Listă de dramaturgi italieni
- Listă de piese de teatru italiene